# Kromatin
Kromatin je DNK-proteinski kompleks različnih proteinov, v katerega je v evkariontski celici močno zapakirana DNK, da ne plava gola v celičnem jedru. Če pomislimo, da je človeška DNK dolga približno 2 metra, ki mora biti stlačena v celično jedro veliko nekaj mikrometrov, potem lahko začnemo ceniti genijalnost narave, da je dosegla tako učinkovito pakiranje (10.000 do 50.000-kratno v linearni dimenziji). Do najbolj dramatične kondenzacije DNK pride med celično delitvijo, v metafazi, ko se kromatin nadaljnje zapakira v visoko organizirane stukture, kromosome.
Kromatin pa ni samo način, da se DNK zapakira v majhen volumen, ampak omogoča celici tudi, da lahko natančno nadzoruje prepisovanje, podvajanje, popravljanje in rekombinacijo DNK. Zatorej kromatin ni nespremenljiva in statična struktura, ampak je zelo dinamična oblika DNK, ki se prilagaja potrebam celice.

## Zgradba
Osnovna enota kromatina je nukleosom. Nukleosom sestavlja proteinsko jedro iz osmih histonov: H2A, H2B, H3 in H4 (dve kopiji vsakega), okrog katerega je približno dvakrat ovita DNK (~146 bp). Pod elektronskim mikroskopom je nukleosom viden kot 10 nm široka nitka, na katero so nanizane kroglice (vsakih 180-200 bp). Nukleosom omogoča približno 6-kratno pakiranje DNK (DNK meri 2 nm v premer, nukleosom pa 10 nm). Nadaljnjo stopnjo pakiranja omogoča histon H1, ki se veže na DNA verigo, ki povezuje dva nukleosoma, in omogoča pakiranje 10 nm strukture v 30 nm vlakno. Pod elektronskim mikroskopom je 30 nm vlakno videti kot helična struktura s približno šestimi nukleosomi na obrat, organizacija, v kateri je DNA 40-kratno stisnjena v svoji linearni dimenziji. Nadaljnje stopnje pakiranja DNK, nad nivojem 30 nm vlakna, so bolj slabo razumljene, vanje pa so vključeni še nehistonski proteini.